# Alternativa (tauromaquia)
Em tauromaquia, a alternativa é como que a profissionalização do praticante. Recebe-se numa cerimónia que acontece durante uma corrida, geralmente a primeira grande corrida em que o novo toureiro participa. Assemelha-se a um rito de passagem.